# Straße von Basilan
Die Straße von Basilan ist eine natürliche Seefahrtsstraße durch die südlichen Philippinen. Sie führt zwischen der Halbinsel von Zamboanga und der Insel Basilan hindurch.
Die Straße von Basilan wird gesäumt von den Städten  Zamboanga City und Isabela City und verbindet die Sulusee mit dem Golf von Moro, einem Teil der Celebessee.
Sie ist eine der Hauptschifffahrtsverbindungen zwischen dem Südwestpazifik und dem Festland Südost- bzw. Ostasiens.